# کلیسای جامع دانبلین
کلیسای جامع دانبلین (انگلیسی: Dunblane Cathedral) یکی از دو کلیسای منطقه‌ای (و کلیسای بزرگتر) در دانبلین در نزدیکی شهر استیرلینگ در اسکاتلند است.
نیمهٔ پایینی برج در شیوه پیشارمانسک در قرن یازدهم میلادی ساخته شده و بدواً به صورت سازه مستقل بوده‌است و نیمهٔ بالایی برج در قرن پانزدهم افزوده شده‌است. بقیهٔ بنا در قرن سیزدهم میلادی و در شیوهٔ معماری گوتیک ساخته شده‌است. این بنا را رواند اندرسون در سالهای ‎۱۸۸۹–۹۳ بازسازی کرد.